# Branešci Donji
Branešci Donji (en serbe cyrillique : Бранешци Доњи) est un village de Bosnie-Herzégovine. Il est situé dans la municipalité de Čelinac et dans la république serbe de Bosnie. Selon les premiers résultats du recensement bosnien de 2013, il compte 662 habitants.

## Démographie

### Répartition de la population par nationalités (1991)
En 1991, le village comptait 779 habitants, répartis de la manière suivante :

### Communauté locale
En 1991, Branešci Donji faisait partie de la communauté locale de Branešci qui comptait 1 424 habitants, répartis de la manière suivante :